# Contos do Cão Negro
Contos do Cão Negro é uma série de livros escrita pelo autor brasileiro Cesar Alcázar, ela apresenta o personagem Câo Negro (The Black Hound, em inglês), essa é uma série de Fantasia Heroica, cuja primeira noveleta teve lançamento em 2010. A série conta a história de Anrath, um mercenário irlandês conhecido como Cão Negro de Clontarf, em suas várias aventuras na Erin (o nome romântico da Irlanda, em homenagem à deusa Ériu), do século XI, durante as várias tensões entre os nórdicos e gaélicos.

## Enredo
Durante o século X, vários reinos de Erin disputavam o poder na ilha. Entretanto, as invasões viquingues, e a criação de vários assentamentos nórdicos, mudaram o cenário. Com o intuito de combater os invasores, Brian Boru tornou-se Rei Supremo de Erin ao conseguir unir diferentes facções sob seu comando. As tensões entre os dois povos continuaram tomando grande intensidade, até culminarem na Batalha de Tara, em 980, e, eventualmente, na grande Batalha de Clontarf, em 1014.
A Batalha de Clontarf deixou cerca de dez mil mortos, arrasando intensamente os exércitos de Leinster e do reino de Dublim (fundado pelos viquingues), mas trazendo também a morte do Rei Supremo Brian Boru e de diversos outros líderes políticos de Erin. Tal acontecimento trouxe novamente os conflitos por poder entre os pequenos reinos, iniciando tempos de traições, rancores e violência.
Em tal época vive Anrath, o Cão Negro, o protagonista cujas jornadas formam o centro da narrativa. Anrath torna-se um mercenário após a Batalha de Clontarf, passando a viver de batalha em batalha.

## Histórico

### Publicação
Lágrimas do Anjo da Morte, primeira publicação de Cesar Alcázar na Argonautas Editora, apareceu no livro Sagas Vol. 1 Espada e Magia, em 2010, junto com outras três histórias de renomados autores da fantasia brasileira. Em 2012, no livro Bazar Pulp, mais dois contos da série foram lançados: O Coração do Cão Negro e Uma Sepultura Solitária Sobre a Colina. Em 2013, o conto Uma Sepultura Solitária Sobre a Colina foi publicado em inglês na décima oitava edição da revista digital Heroic Fantasy Quarterly, com o título A lonely grave on the hill.
Em 2014, outros dois livros trazendo vários contos de diferentes escritores, Mundos Distantes Vol. 1 e Mundo de Fantas, trouxeram duas histórias que apresentavam aventuras do Cão Negro de Clontarf: Lobos e Uma Canção para o Cão Negro, respectivamente. Ainda em 2014, houve o lançamento do primeiro livro exclusivo da série, A Fúria do Cão Negro, lançado pela Editora & Arte, durante a III Odisseia de Literatura Fantástica. No mesmo ano houve também a segunda publicação em inglês de um dos contos da série, Lobos, na revista Swords and Sorcery, com o título Wolves.

## Recepção

### Críticas
Lágrimas do Anjo da Morte, na antologia Sagas Vol. 1 Espada e Magia (2010), foi reconhecida pelo seu ritmo e cenário, como dito por Tatiana Inda, de Leitora Viciada, “César Alcázar traz uma história intensa e instigante, dotada de ótima mitologia”.
O Coração do Cão Negro e Uma Sepultura Solitária Sobre a Colina, ambas do livro Bazar Pulp, saíram com boas críticas. Uma Sepultura Solitária Sobre a Colina recebeu um bom reconhecimento pelo sucesso em abordar o tema proposto, de acordo com a revista Black Gate, “A história é muito bem sucedida em evocar a nebulosa noite irlandesa e apresentar as contrastantes memórias das batalhas que os dois homens lutaram”.
A Fúria do Cão Negro recebeu críticas bastante positivas, sendo o único ponto negativo referente ao seu curto tamanho. A dramaticidade e ação à medida que o personagem descobre a motivação de seus inimigos foi muito elogiada, como dito por A.Z.Cordenonsi, “A caçada aos culpados e o banho de sangue que se seguem, misturando as peripécias do gigantesco mercenário às excelentes descrições de Alcázar garantem horas de diversão”.

## Adaptações

### Quadrinhos (Graphic Novel)
Durante a IV Odisseia de Literatura Fantástica, em Abril de 2015, Cesar Alcázar, ao lado do ilustrador Fred Rubim, anunciou que as histórias de Anrath, o Cão Negro, receberiam uma adaptação para histórias em quadrinhos, com suas páginas disponibilizadas no site Outros Quadrinhos, de Fabiano Denardin.
No dia 13 de Março de 2015, as primeiras páginas da adaptação foram disponibilizadas no site, e, desde então, dezenas de páginas já foram lá publicadas. Apesar dos contos originais não terem sido publicados em ordem cronológica, a decisão final foi que a webcomic seria publicada na linha do tempo correta. Com o material dos contos já produzidos até a data do anúncio, há a possibilidade de se produzir 15 edições da webcomic, mas a expectativa é que haja a produção de mais material para que as histórias continuem, antes de sair em formato físico.
No dia 28 de Janeiro de 2016, a Avec Editora anunciou que a versão em quadrinhos, chamada de Contos do Cão Negro, tem seu lançamento previsto para abril de 2016.
Em “O Coração do Cão Negro”, primeiro volume da série Contos do Cão Negro, Anrath é responsabilizado com a procura e obtenção do medalhão chamado O Coração de Tadg. Sua trajetória o coloca em um caminho de vinganças e traições, levando-o a confrontar horrores incomparáveis, e, por fim, Ild Vuur, o viking.